# ペドロ・オペカ

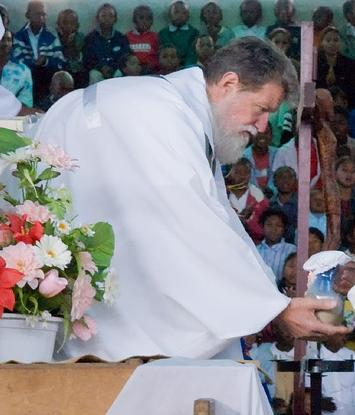
Pedro Opeka (2009)

ペドロ・オペカ（スロベニア語: Peter (Pedro) Opeka、1948年6月29日 - ）はアルゼンチンのブエノスアイレスにあるサン・マルティンで生まれたスロベニア系アルゼンチン人である。ヴィンセンシオの宣教会の宣教師である。
1966年にサン・ミゲル（アルゼンチン）の神学校（ヴィンセンシオの宣教会）に入学。リュブリャナ大学の神学部で神学を学び、1975年にパリ・カトリック大学の神学部を卒業。同年、ルハン（アルゼンチン）で司祭に叙階された。福音宣教で知られている。1975年からマダガスカルで活躍。ヴァンガインドラノという町に病院を設立し、1989年からアンタナナリボ郊外でゴミ捨て場に住むホームレスの協力を得て、「アカマソア」というコミュニティを立ち上げている。このプロジェクトの成功によって非営利団体の注目を引いた。彼の活動の影響を受けて沢山の人が宣教師になった。

## 受賞・受章歴
オペカは以下の賞を受賞している。
- 1996年：マダガスカルの国家功労勲章
- 1998年：フランスの国家功労勲章
- 2007年：レジオンドヌール勲章
- 2009年：スロベニアのゴールドメリット勲章

2012年に欧州議会でスロベニア首相ヤネス・ヤンシャとスロベニア大統領ボルト・パホルによってノーベル平和賞に推薦された。2013年からオペカはスロベニアとマダガスカルの政府、フランス、カナダ、イタリア、アルゼンチン、オーストラリア、スロベニアとモナコ公国の諸組織から度々推薦されている。